# بازوجر
بازوجر (به فرانسوی: Bazougers) یک کمون (فرانسه) در فرانسه است که در ماین واقع شده‌است. بازوجر ۳۱٫۷۲ کیلومتر مربع مساحت دارد ۸۳ متر بالاتر از سطح دریا واقع شده‌است.